# Grand-livre de la dette publique
Le Grand-livre de la dette publique est l'ensemble des registres dans lesquels l'État enregistre les emprunts (dette d'État) émis et les inscriptions correspondantes.

## France
Sur la proposition de Cambon, le 21 août 1793, la Convention décréta la création d’un grand-livre de la dette publique, sur lequel ont été inscrites au ministère des finances, depuis cette époque, toutes les rentes nominatives dues par l'État, sous le titre de dette consolidée ou inscrite, avec les transferts constatant chaque mutation. Ce grand-livre dut être fait en deux exemplaires, dont l’un reste au ministère des finances, dont l’autre est déposé aux archives, et, pour éviter les conséquences d’une perte des deux exemplaires, soit par suite d’incendie, soit par lacération, il fut décidé que chaque créancier aurait droit à un extrait constatant l’existence de sa créance. L’exemplaire du ministère des finances a été sauvé lors de l’incendie de cet édifice le 21 mai 1871.
Le grand-livre se divise en trois parties : le grand-livre de la dette proprement dite, le grand-livre de la dette viagère ou des pensions et le grand-livre des dotations.
Le grand-livre de la dette fondée ou consolidée est le titre fondamental de toutes les rentes inscrites au profit des créanciers de l’État. Il se compose de plusieurs volumes, dont le nombre est déterminé par les besoins du service. En vertu de l’ordonnance du 31 mai 1838, toutes les rentes inscrites au grand-livre y sont enregistrées par noms de créanciers. Il ne peut être fait aucune inscription sur le grand-livre pour une somme au-dessous de 10 francs. Aucune inscription ne peut y être effectuée, pour transfert et mutations, sans le concours de deux agents comptables assujettis à un cautionnement et justifiables de la cour des comptes, et sans que l’agent comptable des transferts et mutations ait admis, sous sa responsabilité, les titres de la partie, et que celui du grand-livre ait procédé à la nouvelle immatricule. Il est délivré à chaque créancier un extrait de l’inscription au grand-livre.
Le grand-livre de la dette publique viagère est le titre fondamental de tous les créanciers viagers de l’État. Les rentes viagères sont enregistrées sur un grand-livre composé de plusieurs volumes ; elles sont divisées en quatre séries ou classes, selon le nombre des têtes sur lesquelles les rentes reposent. Chaque créancier y est crédité de la rente viagère dont il est propriétaire (loi du 23 floréal an II, art. 11, 42 et 16).
Il est délivré aux propriétaires des rentes viagères inscrites sur le grand-livre un extrait d’inscription signé par l’agent comptable des mutations et des transferts par celui du grand-livre et par le directeur de la dette inscrite (règlement min. du 9 octobre 1832). Cet extrait doit, pour former titre valable sur le Trésor, être revêtu du visa du contrôle (loi du 24 avril 1833).
Une ordonnance du 14 avril 1819 a autorisé les receveurs généraux à inscrire sur un petit grand-livre les rentiers de leur département, à qui ce mode d’inscription paraîtrait plus commode, et ces rentes prennent le nom de rentes départementales.
Ces livres auxiliaires du grand-livre du Trésor sont tenus par chaque receveur général dans la forme d’un modèle donné. Les trésoriers payeurs généraux y consignent, au compte ouvert à chaque propriétaire d’inscription départementale, les inscriptions, transferts et mutations qui ont lieu dans les rentes énoncées aux certificats.

## Italie
En ce qui concerne le royaume d'Italie, le Grand Livre de la dette publique a été établi par la loi n° 94 du 10 juillet 1861 ("Loi par laquelle est établi le Grand Livre de la dette publique du royaume d'Italie") à l'initiative du ministre des Finances Pietro Bastogi. Elle fut suivie, quelques semaines plus tard, de la loi n° 174 du 4 août 1861 ("Loi pour l'unification des dettes publiques de l'Italie"), qui enregistrait les dettes publiques des différents États antérieurs à l'unification dans le "Grand Livre".
Ces mesures, initiées par le comte Pietro Bastogi, constituent les premiers pas vers l'unification des finances du nouvel État italien.
La dette s'élevait à environ 2 374 millions de lires, répartis comme suit :
- États sardes : 1 292 millions
- Lombardie : 152 millions
- Parme : 12 millions
- Modène : 18 millions
- Romagne : 19 millions
- Marche : 5 millions
- Ombrie : 7 millions
- Toscane : 139 millions
- Naples : 522 millions
- Sicile : 209 millions

Ces dettes ont été pour la plupart converties en annuités consolidées à 5%.

## Source
« Grand-livre de la dette publique », dans Pierre Larousse, Grand dictionnaire universel du XIXe siècle, Paris, Administration du grand dictionnaire universel, 15 vol., 1863-1890 [détail des éditions].